# Focke-Wulf Fw 300
Focke-Wulf Fw 300 là một mẫu máy bay trinh sát/vận tải/chở khách tầm rất xa và chống hạm được thiết kế bởi Focke-Wulf giai đoạn 1941-42.

## Tính năng kỹ chiến thuật
Đặc tính tổng quan
- Kíp lái: 8
- Chiều dài: 32,2 m (105 ft 8 in)
- Sải cánh: 46,2 m (151 ft 7 in)
- Chiều cao: 5,6 m (18 ft 4 in)
- Diện tích cánh: 277 m2 (2.980 foot vuông)
- Trọng lượng có tải: 47.500 kg (104.720 lb)
- Động cơ: 4 × Junkers Jumo 9-222 , 1.864 kW (2.500 hp) mỗi chiếc

hoặc 4 x 1,324 kW (2 hp) Daimler-Benz DB 603E
Hiệu suất bay
- Vận tốc cực đại: 635 km/h (395 mph; 343 kn)
- Tầm bay: 9.000 km (5.592 mi; 4.860 nmi)

Vũ khí trang bị

- Súng: * 12 × pháo MG 151/20 20 mm